# Checoslováquia nos Jogos Olímpicos de Inverno de 1968
A Checoslováquia mandou 48 competidores que disputaram nove modalidades nos Jogos Olímpicos de Inverno de 1968, em Grenoble, na França. A delegação conquistou 4 medalhas no total, sendo uma de ouro, duas de prata e uma de bronze.